# James Baker
Pour les articles homonymes, voir James Baker (homonymie) et Baker.
James Addison Baker III (né le 28 avril 1930 à Houston au Texas) est un avocat, diplomate et homme politique américain. Membre du Parti républicain, il est secrétaire au Trésor entre 1985 et 1988 dans l'administration du président Ronald Reagan puis secrétaire d'État entre 1989 à 1993 dans celle de son successeur George H. W. Bush.

## Biographie

### Études et carrière professionnelle
James Baker est né le 28 avril 1930 à Houston, au Texas.
Diplômé de Princeton en 1952, il fait son service militaire dans les marines pendant deux ans et y obtient le grade de lieutenant.
Il reprend ensuite ses études à l'école de droit de l'université du Texas et reçoit son diplôme en 1957.
Jusqu'en 1975, il travaille au sein du cabinet juridique Andrews & Kurth.

### Carrière politique (1970-1993)
James Baker est d'abord politiquement affilié au Parti démocrate mais en 1970, il rallie le Parti républicain pour diriger sans succès la campagne de George H. W. Bush au Sénat des États-Unis.
En 1975, il devient le sous-secrétaire au Commerce dans l'administration du président Gerald Ford.
En 1978, il tente de se faire élire comme procureur général de l'État du Texas mais est battu.

#### Au sein de l'administration de Ronald Reagan (1981-1989)
En 1980, il dirige la campagne de George H. W. Bush lors des primaires républicaines et en 1981 est nommé chef de cabinet de la Maison-Blanche après la victoire de Ronald Reagan.
Jusqu'en 1985 à ce poste, il aura une grande influence sur la politique nationale de l'administration républicaine.
En 1984, il dirige la campagne de Ronald Reagan pour sa réélection avec le plus grand succès.
En janvier 1985, Ronald Reagan le nomme secrétaire au Trésor en remplacement de Donald Regan, lequel reprend le poste de James Baker à la Maison-Blanche.
En 1988, il prend avec succès la direction de la campagne présidentielle de George H. W. Bush.

#### Secrétaire d'État (1989-1992) de George H. W. Bush

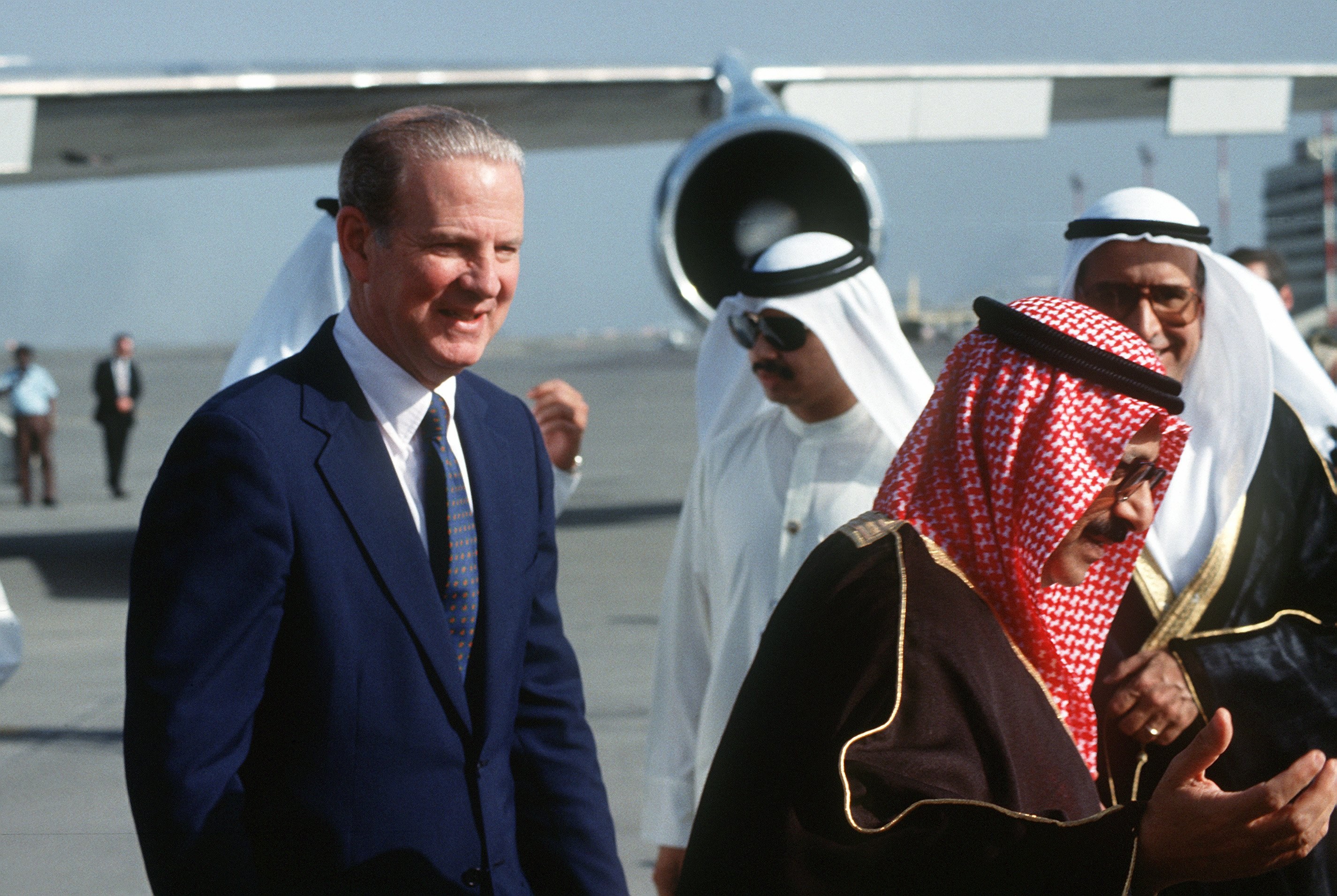
James Baker au Koweït le 22 avril 1991.

En 1989, James Baker devient le secrétaire d'État du président Bush. C'est à ce poste qu'il gèrera la chute du mur de Berlin, la transition des pays communistes d'Europe de l'Est, la dissolution de l'Union soviétique, l'invasion du Koweït par l'Irak de Saddam Hussein en 1990 et la guerre du Golfe contre l'Irak en 1991.
Il est l'un des principaux initiateurs américains des négociations entre Israéliens et Palestiniens (conférence de Madrid de 1991).
Il est également l'un des inspirateurs de la réunification allemande de 1990 au côté du chancelier Helmut Kohl et du président Bush.
En 1991, il est décoré de la médaille présidentielle de la Liberté (Presidential Medal of Freedom).
En août 1992, il rejoint l'équipe de campagne présidentielle de Bush puis après la défaite de ce dernier face à Bill Clinton en novembre 1992, redevient brièvement le chef de cabinet de la Maison-Blanche, jusqu'à l'Inauguration Day en janvier.

### Carrière publique et privée depuis 1993
En mars 1997, James Baker est nommé en tant qu'envoyé personnel au Sahara occidental du secrétaire général de l'ONU.
Lors de l'élection présidentielle de 2000, il est le conseiller juridique et l'envoyé de George W. Bush en Floride pour contrer la procédure judiciaire enclenchée par Al Gore et les démocrates visant à faire recompter tous les bulletins de vote de certains comtés de Floride et renverser la victoire locale de Bush acquise par quelques centaines de voix d'avance.
En juin 2004, il démissionne de sa fonction de représentant des Nations unies au Sahara occidental, déçu par le peu d'efforts du gouvernement du Maroc et du Front Polisario pour parvenir à un accord de paix.
En 2004, il reste l'un des principaux partenaires du cabinet juridique Baker Botts et un conseiller prestigieux du Groupe Carlyle.

#### Le président du Groupe d'études sur l'Irak
En mars 2006, il est chargé par le Congrès et le président George W. Bush de présider une commission intitulée Groupe d'étude sur l'Irak (GEI), composée de dix membres, républicains et démocrates, et dont le but est de redéfinir la politique à mener en Irak. La commission est chargée de remettre ses conclusions pour la fin de l'année 2006, lesquelles devraient osciller entre deux options, l'une préconisant une concentration des forces sur Bagdad couplée à l'ouverture de négociations politiques avec les insurgés, la Syrie et l'Iran et la seconde proposant un retrait graduel des troupes américaines, sans toutefois définir de calendrier. James Baker n'a pas caché dès octobre au cours d'entretiens télévisés être partisan de la première option.
Marié à Susan Garrett, le couple Baker a huit enfants.

#### Mitigation climatique
Baker dirige le Climate Leadership Council avec George P. Shultz et Henry Paulson en faveur d'une taxe carbone.

## Distinctions

### Décorations
- Grand cordon (1ère Classe) de l'ordre du Soleil levant en 2015

### Prix et récompenses
- Woodrow Wilson Award (en) dans la catégorie Public Service
- 1985 : Jefferson Awards for Public Service (en)
- 1991 : Médaille présidentielle de la Liberté
- 1998 : Gold Plate de l'American Academy of Achievement[2]
- 2011 : IRI Freedom Award (en) de l'International Republican Institute[3]
- 2019 : Doctorat honoris causa de l'université Yale[4]